# أمام الفصل (فلم تلفزيوني)
أمام الفصل Front of the Class هو فيلم تلفزيوني درامي أمريكي إنتاج عام 2008.
يستند إلى كتاب براد كوهين (أمام الفصل: كيف جعلتني متلازمة توريت المعلم الذي لم أكنه) بالمشاركة مع ليزا ويسوكي.
والفيلم من تمثيل جيمس وولك وتريت ويليامز وباتريشا هيتون.
أذيع في شبكة سي بي إس في 7 ديسمبر 2008. 

## القصة
تدور قصة براد كوهين عندما كان صغيرا، ويدرك الأهل أنه مصاب بمتلازمة توريت بعد فحص الأطباء. وتساعده والدته ويدعمه مدير المدرسة ليصبح في النهاية مدرسا حائزا على جوائز.

## روابط خارجية
- مقالات تستعمل روابط فنية بلا صلة مع ويكي بيانات